# Dogeminer2
Dogeminer 2: Back 2 The Moon（ドージマイナーツー　バックトゥーザムーン）は、Doge (ドージ)がつるはしを用いて、ドージコイン(Dogecoin)を採掘するクリッカーゲーム、コンピューターゲームである。

## ストーリー
ストーリーは、Doge（ドージ）が地球から月へ行くために、Dogecoin（ドージコイン）を集める為、ツルハシを使い鉱石を掘り、Dogecoin（ドージコイン）を集め、仲間を雇用するストーリーになっている。その後は火星、木星、タイタンと進んで行く。

## 登場人物・仲間
自分
- Doge（ドージ）鉱石をクリックでDogecoin（ドージコイン）を集める。

仲間
- Mining Shibe　ツルハシを持ち、採掘する。それぞれに名前がついている。
- Doge Kennels　沢山のDoge（ドージ）が採掘する。
- Slave Kittens　猫がインターネットに可愛い動画を投稿し、コインを貯める。
- Space Rocket　月へ飛ぶ為のロケット。
- Time Machine Mining Rig　これを買うとタイムワープができる。
- infinite Dogebility Drive　地球で買える最後の仲間。UFOに乗る。
- Moon Base　月の最初の仲間。買うと月の仲間が色々アンロックできる。
- Moon Shibe　月で採掘する。
- Doge Car　Doge（ドージ）が開発した車。
- Lander Shibe　機械にツルハシを沢山付けて乗る。
- Mars Rocket　火星へ飛ぶ為のロケット。
- Doge Gate　月の最後の仲間。ゲートからDogecoin（ドージコイン）が出て来る。
- Mars Base　火星の最初の仲間。
- Party Shibe　採掘する。
- Curiousi Doge　Rocket Modeが続いて行く。
- DJ Kittens　DJの猫。
- Space Bass　買うとJupiter Rocketが解放される。
- Jupiter Rocket　火星の最後の仲間。木星に行ける。
- Cloud Base　木星の最初の仲間。
- Super Shibe　採掘する。
- Doge Air Ship　空飛ぶ船。
- Flying Doggo　飛んで採掘する犬。
- TARDogeIS　電話ボックスのような見た目。
- Dogestar　木星の最後の仲間。レーザーを発射し採掘する。
- Titan Base　タイタンの最初の仲間。
- Robo Shibe　採掘する犬型ロボット。
- Heavy Doge Walker　歩いて採掘する自律型ロボット。
- Coin Seeker 5000　すごく強い探知ロボット。
- Time Travel D-Rex　タイムトラベルができる恐竜。
- Dancing Elon　タイタンの最後の仲間。踊りを披露し沢山の人を呼び寄せる。またアップグレードするとThinking Elonになり、Really Hardiumのアップグレードができるようになる。
- Kittens Shibe　たまに出て来る。クリックで倒せる。倒すまではDogecoinが減り続く。
- Felps　ツルハシとして登場。FelpsとはDogeminer 2を実況プレイしているYoutuber。

## タイムワープ
Time Machine Mining Rigを買うとタイムワープが出来る。
警察から依頼が来て、ゲームをリセットする代わりにSuper Fortuneやバッジ、Dogediamond（色々役立つダイヤモンド）が貰える。

## ゲームの終わり
Dogeminer2においては、終着点はない。殆どの仲間はReally Hardium（すごく硬い金属）からのアップグレードでは見た目は変化しない。その後はローマ数字を用いてアップグレード回数が示される。そのためアップグレードはほぼ無限にできる。